# Se si potesse non morire
Se si potesse non morire è un brano musicale dei Modà, estratto come primo singolo dal loro quinto album Gioia del 2013. Il brano è stato presentato in gara al Festival di Sanremo 2013.

## Il brano
Il brano supera nella gara sanremese Come l'acqua dentro il mare, altro brano presente in Gioia, e arriva terzo nella gara.
Il brano è stato inoltre scelto come tema principale del film Bianca come il latte, rossa come il sangue, per la regia di Giacomo Campiotti, tratto dall'omonimo romanzo di Alessandro D'Avenia.

## Il video
Il videoclip che accompagna il brano è stato diretto da Gaetano Morbioli e prodotto da Lux Vide. È stato girato all'interno del Museo Nazionale delle Arti del XXI secolo (MAXXI) di Roma e vede la partecipazione degli attori protagonisti del film Bianca come il latte, rossa come il sangue, Luca Argentero, Filippo Scicchitano e Aurora Ruffino.

## Tracce
1. Se si potesse non morire – 4:10

## Classifiche
| Classifica (2013) | Posizione massima |
| ----------------- | ----------------- |
| Italia            | 2                 |

### Classifiche di fine anno
| Classifica (2013) | Posizione |
| ----------------- | --------- |
| Italia            | 43        |